# Sybra laterivitta
Sybra laterivitta är en skalbaggsart som beskrevs av Stefan von Breuning 1940. Sybra laterivitta ingår i släktet Sybra och familjen långhorningar. Inga underarter finns listade i Catalogue of Life.